# Milan Karadžić
Milan Karadžić (Nikšić, 19. jun 1956) srpski je pozorišni i televizijski reditelj.

## Biografija
Diplomirao je pozorišnu režiju u klasi profesora Miroslava Belovića i Nikole Jeftića na Fakultetu dramskih umetnosti u Beogradu, 1986. godine, predstavom Don Žuan u SKC-u.
Stalno je zaposlen kao umetnički direktor i reditelj u pozorištu „Boško Buha” u Beogradu gde je režirao oko 30 predstava.
Režira i za odraslu i mladu publiku.
Režirao je u gotovo svim beogradskim pozorištima, kao i u Nišu, Novom Sadu, Podgorici, Tivtu, Somboru, Vršcu, Leskovcu, Zaječaru i drugim gradovima.
Dosad je osvojio dve Sterijine nagrade, nagradu „Bojan Stupica”, nagradu „Ardalion” za režiju na užičkom Jugoslovenskom pozorišnom festivalu, nagradu „Gita Predić” za režiju u pozorištu „Boško Buha”, nagradu „Joakim Vujić”.
Živi u Beogradu. Oženjen je i ima dvoje dece. Brat mu je glumac, Milutin Mima Karadžić.

## Značajnije predstave
Atelje 212
- Peg, srce moje (Dž. H. Maners)
- Turneja (G. Marković)
- M(j)ešoviti brak (S. Koprivica)
- Egzibicionista (O.J. Traven alias D. Jovanović)
- Ratna kuhinja (S. Koprivica)

Beogradsko dramsko pozorište
- Suparnici (R. Šeridan)
- Frederik (E. E. Šmit)
- Vila Sašino (G. Marković)
- Dan DŽ (F. Vujošević)
- Transilvanija (D. Nikolić)
- Laka konjica (D. Jančar)
- Harold i Mod (K. Higins)

Narodno pozorište u Beogradu
- Govorna mana (G. Marković)

Zvezdara teatar
- Sportsko srce (Đ. Milosavljević)
- Anđela (S. Koprivica)
- Tre sorelle (S. Koprivica)
- Suze su O.K. (M. Bobić Mojsilović)

Teatar T
- Paradoks (N. Romčević)

Srpsko narodno pozorište u Novom Sadu
- Pop Ćira i pop Spira (S. Sremac)

Narodno pozorište u Nišu
- Ožalošćena porodica (B. Nušić)
- Ukroćena goropad (V. Šekspir)

Gradsko pozorište u Podgorici
- Aladinova čarobna lampa (S. N. Stuart Gray)
- Novela od ljubavi (S. Koprivica)
- Ženidba kralja Vukašina (I. Bojović)
- Zauvijek tvoj (S. Koprivica)
- Nenagrađeni ljubavni trud (V. Šekspir)
- Ulcinjski gusar (D. Pajović)

Crnogorsko narodno pozorište
- Škola za žene (Ž. P. Molijer)

Centar za kulturu Tivat
- Bokeški D-moll (S. Koprivica)
- Innominato (S. Koprivica)
- Betula u malu valu (S. Koprivica)

Kraljevsko pozorište Zetski dom Cetinje
- Čarobnjak (S. Koprivica)

Večernja scena pozorišta Boško Buha
- Bokeški D mol (S. Koprivica)
- Majstori msjstori (G. Markovic)
- Ukroćena goropad (V. Šekspir)

## Predstave za decu
- Pozorište Boško Buha

- Carev zatočnik (M. Stanisavljević)
- Vasilisa Prekrasna (M. Stanisavljević)
- Šargor (I. Bojović)
- Mačor u čizmama (I. Bojović)
- Pepeljuga (I. Bojović)
- Snežana i sedam patuljaka (Lj. Ršumović)
- Princ Rastko — Monah Sava (M. Vitezović)
- Mali Radojica i Kraljević Marko (S. Koprivica)
- Tri musketara (S. Koprivica)
- Lepotica i zver (S. Koprivica)
- Snežna kraljica (E. Švarc)
- Pinokio (K. Kolodi/L. Hol)
- Aladinova čarobna lampa (N. S. Grej)
- Mala sirena (Lj. Razumovska)
- Petar Pan (I. Dimić)

Malo pozorište Duško Radović
- Talični Tom i Daltoni (S. Koprivica)
- Mi čekamo bebu (S. Koprivica)
- Bašta sljezove boje (S. Koprivica)

Pozorište lutaka Pinokio
- Baš Čelik (I. Bojović)

## Televizija i film
- Igra sudbine (2022/2024) TV serija
- Kalkanski krugovi (2021-2024) TV serija
- Biser Bojane 2 (2018-2019) TV serija
- Biser Bojane (2017) film
- Komšije (2015-2018) TV serija
- Gorčilo (2015) film
- Budva na pjenu od mora (2011-) TV serija
- Pare ili život (2008—2009) TV serija i TV film
- To toplo ljeto (2008) TV serija
- Premijer (2007) TV serija
- Promeni me (2007) film
- М(ј)ešoviti brak (2003—2007) TV serija
- Ožalošćena porodica (1990) TV film

## Nagrade
- Vanredna Sterijina nagrada za režiju predstave „Mačor u čizmama”, 1995, godine,
- Sterijina nagrada za režiju predstave „Carev zatočnik”, 1996 godine
- Nagrada „Bojan Stupica” za režiju predstave „Snežna kraljica”
- Nagrada „Ardalion” za režiju na Užičkom Jugoslovenskom pozorišnom festivalu
- Nagrada „Gita Predić” za režiju u pozorištu „Boško Buha”
- Više nagrada na Festivalima pozorišta za djecu u Kotoru
- Nagrada na festivalu Vršačka pozorišna jesen
- Nagrada „Joakim Vujić”; nagrada na Festivalu u Vršcu…

## Spoljašnje veze
- Milan Karadžić на веб-сајту
- Milan Karadžić на веб-сајту  (језик: енглески)
- Pozorište iz vizure bajke („Politika”, 22. oktobar 2018)